# La Chute de Trantor
La Chute de Trantor (titre original : Trantor Falls) est une nouvelle de science-fiction écrite par Harry Turtledove et publiée en 1989, où l'auteur reprend l'univers développé par Isaac Asimov dans son Cycle de Fondation. La nouvelle a vocation à compléter le roman Fondation, considéré du point de vue de la Seconde Fondation, l'auteur imaginant comment celle-ci a réagi face aux Seigneurs de la guerre issus des confins de la galaxie. 
La nouvelle fait partie de l'anthologie Les Fils de Fondation présentée par Martin H. Greenberg.

## Résumé
Trantor, la capitale de l'Empire galactique, est attaquée par Gilmer. Broyant tout sur son passage, il force l'empereur Dagobert VIII à prendre la fuite et s'empresse de piller la planète. Seuls les étudiants et professeurs de l'Université font bravement face, à tel point que Gilmer se rend sur place afin de négocier avec les universitaires. Ceux-ci ont vite fait de le convaincre de les laisser mener à bien leurs recherches indépendamment de toute influence.
Bien évidemment les universitaires, membres de la Seconde Fondation, parviennent à contrôler la situation, d'autant plus que d'autres conquérants barbares ne tardent pas à se présenter pour tenter d'évincer Gilmer.